# ドラマCD
ドラマCDとは、ラジオドラマ（オーディオドラマ）の一種で、CDに音声のみのドラマを収録したものである。「CDドラマ」と題されることもある。

## 概要
多くの場合、漫画、ゲーム、アニメなどを原作とする。「絵なしアニメ」などと形容されることもある。しばしば原作となる作品のメディアミックスにおいて、作品世界を構築する要素として役割を果たす。同じ作品のドラマCDでも原作となるメディアが違うことも多く、例えば、ゲーム版とアニメ版など設定の異なるドラマCDが並存することもある。
また、データをmp3を初めとした音声ファイルとして収録し、PCなどの対応機器で再生させるものもある。また、稀にこれらの音声ファイルをCDではなくDVDに収録した「ドラマDVD」もある。

## 特徴
一般の店頭販売のほか、ゲームの予約特典、アニメのDVDの初回限定版の特典、漫画や雑誌の付録などといった非売品も多い。
ドラマCDを製作した後にアニメ化される場合、担当声優がドラマCD版とアニメ版とでは異なっているケースが多い。配役はあくまで仮の声優であって、確約されたものではなくアニメ版で変えられることも少なくない。

## シチュエーションCD / シチュエーションボイス
ドラマCDのうち、一人称視点で聞くものは「シチュエーションCD」と呼ばれる。担当声優は1人のものだけでなく、複数人のものも存在する。
またCD以外の形式のものはシチュエーションボイスと呼ばれている。

### シチュエーションボイスの歴史

#### シチュエーションCDの登場
2001年10月に妹物のメディアミックス「シスター・プリンセス」からラジオ番組「シスター・プリンセス〜お兄ちゃんといっしょ」が登場し、その番組のコーナー「オリジナルストーリー お兄ちゃんといっしょ」で添い寝シチュエーションのラジオドラマが展開され、そのラジオドラマをボイスCDとしてまとめたものが2002年に「VOICE CD Sister Princess〜お兄ちゃん大好き♥〜」として発売された。
次いで2006年7月よりはおにいちゃんCDを初めとする妄想ボイスCDが登場し、2008年1月よりはお姉ちゃんに命令されて眠れないCDを初めとする眠れないCDシリーズも登場した。また女性向けシチュエーションCDもアスガルド（honeybeeレーベルやBlackButterflyレーベル）などにより提供されるようになった。
また2008年には携帯電話向けとしてシチュエーションボイスのオーダーメイドサービス『萌ごえっ！』が登場した。
2010年6月にはコナミの恋愛シミュレーションゲーム『ラブプラス』シリーズより耳元シチュエーションCD『みみもと ラブプラス』が登場し、それと同時にこのシミュレーションCDと限定ゲーム機をゲームソフト本体へと付属した『ラブプラス＋プレミアムパック』も発売、後者は2時間で完売するほどの人気となった。
その後もコンシューマーゲームでは、2012年の『ルーンファクトリー4』の先着購入特典に『こっそり聴きたい添い寝CD』が付属し、2013年の『超次元ゲイム ネプテューヌリバース1 ファミ通DXパック』に『冒険で○○されちゃうCD』が、その予約特典に『女神たちが添い寝してくれちゃうCD』が付属した。

#### シチュエーション映像の登場
2009年にはプリマステアより筋トレシチュエーションのOVA『いっしょにとれーにんぐ』が登場し、2010年にはその続編として睡眠シチュエーションのOVA『いっしょにすりーぴんぐ』が登場した。
また同2010年4月にはシチュエーションCD『チューCD』の関連作として実写シチュエーションDVDの『チューDVD』が登場し、同年10月には前述のシチュエーションCD『おにいちゃんCD』を実写化した『おにいちゃんDVD』も登場した。
2015年から2016年にはテレビアニメからも筋トレシチュエーションのアニメ『あにトレ!EX』が登場した。

#### シチュエーションボイス付きゲームの登場
スマートフォンアプリでは2011年にシチュエーションボイス付きトレーニングアプリの『ねんしょう！』が登場し、2017年に無料化された。
また、2016年には前述のアニメ『あにトレ！EX』を元にしたシチュエーションボイス付きトレーニングアプリ『あにトレ！EX　～いっしょにやろうよ！』も登場した。

#### シチュエーションボイスVRの登場
2017年には Gugenka より『Re:ゼロから始める異世界生活』のボイス付き膝枕/添寝シチュエーション体験VR『VRで〇〇と異世界生活』シリーズが登場した。
2019年には同 Gugenka の VR/AR 向けデジタルフィギュアソフト『HoloModels』にボイス機能が追加され、それに向けたシチュエーションボイスなどが販売されるようになった。
2020年にはスマートフォン向け3D美少女ゲーム『オルタナティブガールズ2』にボイス付き添い寝シチュエーションVR機能が追加された。

## キャラクターCD、イメージアルバム
ドラマCDに似た傾向を持つ商品として、キャラクターCD、イメージアルバムと題する物がある。それらには曲が収録されているのだが、中には曲だけでなくドラマが収録されている物もある。

## 歴史
小説・漫画を原作とするドラマ盤は、ラジオドラマ以前におけるSPレコードの時代から発売されていた。
1924年（大正13年）4月、ニッポノホン（現：日本コロムビア）が『正チャンの冒険』を原作としたドラマレコード「お伽絵噺・正ちゃんの冒険（オホサカユキ）」を発売する。
1930年代には当時非音楽盤も第2の主力としていた大日本雄辯會講談社のレコード部門であるキングレコードが、『のらくろ』や『冒険ダン吉』といった同社の人気漫画を原作としたドラマレコードをシリーズ化したうえで「漫画劇レコード」などと称して発売された。1951年からは同社（音羽グループのレコード会社）の子会社であり、これらの作品は、LPレコードやCDで復刻されたものもある。